# Square Hector-Berlioz
Square Hector-Berlioz je square v Paříži v 9. obvodu uprostřed Place Adolphe-Max. Jeho rozloha činí 897 m2.

## Historie
Square bylo založeno spolu s náměstím v roce 1841–1844 na místě pavilonu La Bouëxière, který byl součástí zábavního parku. Původně bylo pojmenováno Square Sainte-Hélène, protože zde rostla vrba dle městské legendy pocházející z Napoleonova hrobu na Svaté Heleně. V roce 1850 byla v parku umístěna mramorová socha představující Napoleona jako Prométhea. Nahota sochy však pobuřovala místní obyvatele a socha byla zničena. V roce 1886 sem byla umístěna bronzová socha francouzského skladatele Hectora Berlioze (1803–1869). Tato socha byla za okupace v roce 1941 roztavena pro válečné účely. V roce 1948 ji nahradila kamenná socha.